# الجامعة الوطنية للكشفية المغربية
الجامعة الوطنية للكشفية المغربية هو اتحاد وطني من عدة منظمات كشفية في المغرب، وقد تأسست في عام 1933، وأصبح عضوا في المنظمة العالمية للحركة الكشفية في عام 1961، والجامعة لديها 12.304 عضو اعتبارا من عام 2004.

## منظمات الكشافة
تتألف الجامعة الوطنية للكشفية المغربية من ثلاث منظمات:
1. الكشفية الحسنية المغربية.
2. المنظمة المغربية للكشافة والمرشدات.
3. منظمة الكشاف المغربي.

## وصلات خارجية
- Portail officiel de la Fédération Nationale du Scoutisme Marocain
- Homepage of the Organisation du Scout Marocain[وصلة مكسورة]
- Homepage of the Scoutisme Hassania Marocain